# Olios simoni
Olios simoni là một loài nhện trong họ Sparassidae.
Loài này thuộc chi Olios. Olios simoni được Octavius Pickard-Cambridge miêu tả năm 1890.